# Ruderaalkorst
Ruderaalkorst (Steinia geophana) is een korstmossoort uit de familie Aphanopsidaceae. Hij leeft in symbiose met een chlorococcoïde alg.

## Determinatie

### Uiterlijke kenmerken
Ruderaalkorst is een onopvallend korstvormig korstmos. Het thallus is dun, korrelig en groen tot bijna zwart van kleur. Er is geen prothallus aanwezig. Apotheciën zijn altijd aanwezig; ze zijn klein (± 0,2–0,6 mm), bol en licht- tot donkerbruin van kleur. Er zijn geen apotheciumranden aanwezig. Het epihymenium is roodbruin tot bruin, met onregelmatige korrels die niet oplossen in K. Het hymenium is hyaliene tot gedeeltelijk bleek roodbruin, met korte, schaarse paraphyses zonder vergrote uiteinden. Het subhymenium is bleek tot donkerbruin en bestaat uit verticaal georiënteerde hyfen. Het hypothecium is geelbruin. 
Ruderaalkorst heeft de volgende kenmerkende kleurreacties:  K−, C−, KC−, P−, UV−. 

### Microscopische kenmerken
De asci zijn knotsvormig-cilindrisch, dunwandig, met een duidelijke apicale porie, en bevatten 16 sporen. De ascosporen zijn ééncellig, hyaliene, bolvormig tot zeer breed ellipsoïde, met een dikke wand en meten 4–6(–8) × 4–6 µm.

## Ecologie
Ruderaalkorst is een pioniersoort. Meestal groeit de soort terrestrisch op ruderale terreinen, vooral op kaal zand en open plekken die zijn verontreinigd met (zware) metalen. Daarnaast is ruderaalkorst ook vaak epifytisch te vinden op andere mossen en korstmossen en ook op hout, botten of andere door de mens gemaakte materialen. Typische standplaatsen zijn opgespoten of recent drooggelegde terreinen, stortplaatsen, industrieterreinen en spoorbanen.

## Verspreiding
Het verspreidingsgebied van ruderaalkorst strekt zich hoofdzakelijk uit over Europa en Noord-Amerika. In Nederland komt is ruderaalkorst zeldzaam.